# Victoria Garrón de Doryan
Victoria Garrón de Doryan (8 tháng 10 năm 1920 - 30 tháng 7 năm 2005) là một nhà giáo dục và nhà văn Costa Rica. Được biết đến nhiều nhất với vai trò Phó Chủ tịch Costa Rica thứ hai từ năm 1986 đến năm 1990. Bà là người phụ nữ đầu tiên giữ chức vụ này và trong nhiệm kỳ của bà là chủ tịch nước này hơn chục lần. Là một nhà văn, bà đã sản xuất rất nhiều tiểu sử về những người Costa Rica lịch sử, cũng như thơ ca.

## Sự nghiệp
Trở về Costa Rica, Garrón bắt đầu làm giáo viên dạy trung học, giảng dạy tại Trường Bình thường Heredia và Anastasio Alfaro Lyceum và Colegio Superior de Señoritas, cả ở San José. Bà đã làm việc với Emma Gamboa Alvarado để phát triển phương pháp giáo dục trong nước. Bà đã trở thành hiệu trưởng của Anastasio Alfaro Lyceum và sau đó gia nhập khoa của Đại học Costa Rica, với tư cách là chủ tịch của Cao đẳng Văn học và Triết học. Garrón là thành viên của Hiệp hội Phụ nữ Đại học Costa Rica, phục vụ ở nhiều vị trí trên bảng và cuối cùng là chủ tịch của tổ chức. Bà trở về Pháp với tư cách là một đồng bào của UNESCO và trở thành Bí thư thường trực của Ủy ban Hợp tác Costa Rica cho tổ chức này. Garrón kết hôn với Edward Doryan, và năm 1951, cặp đôi này có con duy nhất là Eduardo.
Năm 1986, Garrón được bầu làm Phó Chủ tịch thứ hai của Costa Rica dưới quyền Óscar Arias Sánchez. Kể từ năm 1949, Hiến pháp Costa Rica đã cung cấp rằng các điều hành bao gồm một tổng thống được bầu và hai phó tổng thống, cũng như mười chín thành viên nội các bổ nhiệm. Garrón là người phụ nữ đầu tiên được bầu làm phó tổng thống và trong nhiệm kỳ của bà đến năm 1990, ông giữ chức tổng thống 14 lần.
Garrón đã viết thơ và một cuốn tiểu thuyết, nhưng bà được biết đến nhiều nhất với tiểu sử về tính cách lịch sử của Costa Rica. Bà xuất bản tiểu sử của Joaquín García Monge năm 1971, Anastasio Alfaro năm 1974, José María Zeledón "Brillo" năm 1978, María Teresa Obregón Zamora năm 1985, và năm 2003 xuất bản tiểu sử về ông nội François Garrón, với tựa đề La canción de la vida (Song of Life).

## Qua đời và di sản
Garrón qua đời ngày 30 tháng 7 năm 2005 tại Bệnh viện Blanco Cervantes ở San José, Costa Rica. Bà được chôn cất tại Nghĩa trang Santo Domingo ở Heredia. Bà được tưởng nhớ là người phụ nữ đầu tiên ở Trung Mỹ hoặc Bắc Mỹ giữ chức phó chủ tịch thứ hai của một quốc gia.

### Trích dẫn
1. 1 2 3 4  Víquez Guzmán 2009.
2. 1 2 3 4 5  Camacho De la O & Valitutti Chavarría 2007, tr. 37.
3. 1 2 3 4 5  National University of Costa Rica 2017.
4. ↑  Pérez 2000.
5. 1 2 3 4 5  La Nación 2005.
6. ↑  Koutnik 2012, tr. 43.
7. ↑  Ramírez 2016.
8. ↑  Letras Femeninas 1977, tr. 22.
9. ↑  Garrón de Doryan 1974.
10. ↑  Garrón de Doryan 1978.
11. ↑  Garrón de Doryan 1985.